# Campoletis plena
Campoletis plena là một loài tò vò trong họ Ichneumonidae.